# Sommer-Paralympics 2016/Teilnehmer (Nordkorea)
| stlisierte Goldmedaille | stlisierte Silbermedaille | stlisierte Bronzemedaille |
| ----------------------- | ------------------------- | ------------------------- |
| —                       | —                         | —                         |

Nordkorea entsandt zu den Paralympischen Sommerspielen 2016 in Rio de Janeiro 1 Athleten und 1 Athletin.

## Teilnehmer nach Sportart

### Leichtathletik
| Männer        |                  |                 |                 |                 |                 |                 |                 |                 |
| Chol Ung Kim  | 1500m T11        | disqualifiziert | disqualifiziert | disqualifiziert | disqualifiziert | disqualifiziert | disqualifiziert | disqualifiziert |
| Frauen        |                  |                 |                 |                 |                 |                 |                 |                 |
| Kum Jong Song | Diskuswerfen F57 | -               | -               | -               | -               | 12,08 m         | 12              | 12              |